# Hugo Müller (Bergsteiger)
Hugo Müller (* 21. Juni 1883 in Wohlen; † 24. März 1961 ebenda) war ein Schweizer Bergsteiger, Arzt und Autor.

## Leben
Hugo Müller wuchs als Sohn eines Arztes im aargauischen Wohlen auf, studierte Medizin und übernahm die Praxis seines Vaters. Schon früh begann er mit Bergsteigen, wobei er sich nebst grossen Unternehmungen in den Alpen vor allem den Mythen und dem Salbitschijen widmete.
Er gilt als Entdecker des Klettergebiets am Salbitschijen, wo er mehrere Erstbegehungen ausführte und den Bau der 1931 eingeweihten Salbithütte der Sektion Lindenberg des Schweizer Alpen-Clubs vorantrieb. Er war Präsident der Sektion Lindenberg in den Jahren 1910–1934 und 1941–1946 und wurde 1945 Ehrenmitglied.
Mit dem Führer für die Mythen schuf er ein Pionierwerk der Alpinführer. In den Jahrbüchern und Zeitschriften des SAC veröffentlichte er mehrere Berichte über seine Bergfahrten. Er war auch ein Pionier des alpinen Skilaufs.

## Wichtige Erstbegehungen (Auswahl)
- 1920, 20.6. Salbitschijen Ostgrat (Müller Route). Mit August Müller
- 1922, 28.5. Salbitzahn (Müller Kamin)
- 1922 Salbitschijen Zwillingsturm und Plattenturm von Gipfelscharte
- 1923, 12. 8. Salbitturm 1 Nordwand. Mit August Müller
- 1923, 9.9. Salbitschijen Nordgrat
- 1926, 18.7. Salbitturm 2 bis Westschulter.